# Catasetum pulchrum
Catasetum pulchrum är en orkidéart som beskrevs av Nicholas Edward Brown. Catasetum pulchrum ingår i släktet Catasetum och familjen orkidéer. Inga underarter finns listade i Catalogue of Life.